# Platypelis alticola
Platypelis alticola és una espècie de granota que es troba a Madagascar.
Està en perill d'extinció per la pèrdua del seu hàbitat natural.